# Gouvernement Cissé II
Pour les articles homonymes, voir gouvernement Boubou Cissé.
République du Mali
Cissé I Ouane I
Le gouvernement Boubou Cissé II est le gouvernement de la république du Mali en fonction du 27 juillet au 18 août 2020.

## Historique du mandat
Dirigé par le Premier ministre sortant indépendant Boubou Cissé, précédemment également ministre de l'Économie et des Finances, il s'agit d'un cabinet restreint aux ministères régaliens.
Le 18 août 2020, lors d'un coup d'État, Ibrahim Boubacar Keïta et Boubou Cissé sont arrêtés par une garnison de militaires, tout comme d’autres personnalités politiques de haut rang. Quelques heures plus tard, le président de la République, toujours détenu par l'armée dans un camp militaire, annonce sa démission ainsi que la dissolution du gouvernement et du Parlement, mettant fin aux fonctions de Premier ministre de Boubou Cissé.
Les secrétaires généraux des ministères assurent l'intérim en attendant la formation du nouveau gouvernement.

## Composition

### Premier ministre
| Photo | Portefeuille                          | Titulaire    |
| ----- | ------------------------------------- | ------------ |
|       | Premier ministre Chef du Gouvernement | Boubou Cissé |

### Ministres
| Photo | Portefeuille                                                         | Titulaire                |
| ----- | -------------------------------------------------------------------- | ------------------------ |
|       | Ministre de l'Économie et des Finances                               | Abdoulaye Daffé          |
|       | Ministre de la Justice et des Droits de l'Homme Garde des Sceaux     | Kassoum Tapo             |
|       | Ministre de la Défense et des anciens Combattants                    | Ibrahima Dahirou Dembélé |
|       | Ministre de l'Administration territoriale et de la Décentralisation  | Boubacar Alpha Bah       |
|       | Ministre de la Sécurité et de la Protection civile                   | Mbemba Moussa Keita      |
|       | Ministre des Affaires étrangères et de la Coopération internationale | Tiébilé Dramé            |